# Psiloi
En las tácticas del ejército macedonio, los psiloi (en griego antiguo: ψιλοί, en singular ψιλός literalmente ‘desnudo’) fueron una clase de infantería muy ligera que actuaban como escaramuzadores y con armas arrojadizas.
Los psiloi eran levas, algunas veces hasta esclavos, y eran normalmente tan pobres que no podían pagarse el equipamiento básico, pues en esa época un soldado debía costearse su propia armadura y armas. A diferencia de los peltastas, que eran capaces de entrar en combate cuando sus armas arrojadizas se habían agotado, los psiloi podían huir de los combates cuerpo a cuerpo gracias a su mayor movilidad. No llevaban escudo, sólo una rudimentaria armadura, confiaban más en su habilidad para correr a refugiarse detrás de la infantería pesada. Mientras los peltastas tenían un buen entrenamiento (véase los agrianos), los psiloi no estaban tan bien entrenados, pues su función en la batalla era muy distinta. Estas tropas ocupaban la posición más baja en la jerarquía militar macedonia, y son generalmente comparadas a los vélites de los ejércitos de la República romana.
Hay que tener en cuenta que un soldado no era un psilos, por su habilidad como hostigador o arquero, sino que más bien es la unión de la posición social junto con la habilidad como escaramuzador. Como se ha dicho anteriormente, un psilos no es un peltasta ni un toxotas.
Una batalla en la que participaron este tipo de soldados fue en la batalla de Esfacteria, durante la guerra del Peloponeso, en la que los atenienses derrotaron a los espartanos. Las unidades de psiloi tenían un objetivo táctico, hostigar constantemente al enemigo, incapaz de desembarazarse de ellos. En dicha batalla un abultado número de psilois atenienses consiguieron eliminar una formación hoplítica espartana, siendo esta la primera gran victoria de la infantería ligera sobre tropas más pesadas y con mejor entrenamiento.